# Hamilton City
Hamilton City – jednostka osadnicza w Stanach Zjednoczonych, w stanie Kalifornia, w hrabstwie Glenn.